# 小行星41986
小行星41986（41986 Fort Bend）是一颗绕太阳运转的小行星，为主小行星带小行星。该小行星于2000年12月29日发现。
該小行星以美國德克薩斯州斯塔福德的本德堡天文俱樂部（Fort Bend Astronomy Club）命名。

## 轨道参数
小行星41986的轨道半长轴为2.7189790 UA，离心率为0.139。